# Bulbophyllum sororculum
Bulbophyllum sororculum är en orkidéart som beskrevs av Jaap J. Vermeulen. Bulbophyllum sororculum ingår i släktet Bulbophyllum och familjen orkidéer.
Artens utbredningsområde är Sulawesi. Inga underarter finns listade i Catalogue of Life.